# Хэй, Джордж, 14-й граф Кинньюл
Джордж Харли Хэй, 14-й граф Кинньюл (англ. George Hay, 14th Earl of Kinnoull; 30 марта 1902 — 19 марта 1938) — шотландский аристократ, консервативный и лейбористский политик. С 1903 по 1916 год он носил титул учтивости — виконт Дапплин.

## Биография
Единственный сын Эдмунда Альфреда Ролло Джорджа Хэя, виконта Дапплина (1879—1903), и Глэдис Лус Бэкон (? — 1932), внучки генерал-майора Энтони Бэкона (1796—1864) и леди Шарлотты Харли (1801—1880). Его отец умер в 1903 году от скарлатины. Он навещал сэра Эдварда Гамильтона из Айпинга, когда тот заболел.
Хэй получил образование в Итонском колледже и унаследовал графский титул в 1916 году после смерти своего деда, Арчибальда Хэя, 13-го графа Кинньюла.
Он вошел в Палату лордов как консерватор, но в 1930 году вступил в Лейбористскую партию. Хотя он заявил, что «лично я полностью не согласен с принципом наследственных законодателей», и высказался за отмену Палаты лордов «в ее нынешнем виде», он редко пропускал дебаты. В июне 1933 года было заявлено, что лорд Хэй не пропустил ни одной сессии за предыдущие 12 месяцев и в целом имел общую посещаемость 97 % .
Граф Кинньюл некоторое время работал биржевым маклером и в страховой компании. Он подал заявление о банкротстве в 1926 году, что получило освещение в прессе.

## Браки и дети
Он был женат дважды. 15 декабря 1923 года он женился первым браком на Инид Маргарет Хэмлин Гамильтон-Феллоуз, дочери Эрнеста Гаддесдена Феллоуза и внучке сэра Фредерика Уиллса, 1-го баронета. У них был один сын, Генри Джордж Адам Хэй, виконт Дапплин, который родился в ноябре 1924 года и умер в марте следующего года. Они развелись в 1927 году.
6 июня 1928 года он вторым браком женился на Мэри Этель Изобель Мейрик (умерла 15 декабря 1938), дочери доктора Фердинанда Р. Мейрика и знаменитой владелицы ночного клуба Кейт Мейрик, и у них было четверо детей:
- Леди Венеция Констанс Кэтрин Лус Хэй (1929 — 4 апреля 2016), с 1953 года замужем за Джозефом Тревором Дэвисом, двое детей[8]
- Лорд Хэй (9 мая 1931 — 19 мая 1931), умер в младенчестве
- Леди Джун Энн (1932 — 28 января 2002), с 1955 года замужем за политиком Крэнли Гордоном Дугласом Онслоу (1926—2001)[9]
- Уильям Хэй, 15-й граф Кинньюл (26 мая 1935 — 7 июня 2013), преемник отца.

Граф Кинньюл скончался в лондонском доме престарелых от неустановленной продолжительной болезни (позже сообщалось о раке поджелудочной железы) в возрасте 35 лет. Графство перешло к его единственному живому сыну Уильяму.

## Титулатура
- 14-й граф Кинньюл (с 7 февраля 1916)
- 14-й виконт Дапплин (с 7 февраля 1916)
- 14-й лорд Хэй из Кинфаунса (с 7 февраля 1916)
- 7-й барон Хэй из Пидвардайна (с 7 февраля 1916)
- 8-й виконт Дапплин (с 7 февраля 1916).